# Erwin Saavedra
Pour les articles homonymes, voir Saavedra.
Erwin Saavedra, né le 22 février 1996 à Oruro, est un footballeur international bolivien. Il évolue au poste de milieu de terrain au Mamelodi Sundowns.

## Biographie

### En club
Avec le Club Bolívar, il joue plusieurs matchs en Copa Libertadores et en Copa Sudamericana.

### En sélection
En janvier 2015, il participe avec les moins de 20 ans au championnat sud-américain des moins de 20 ans organisé dans son pays natal. Il joue trois matchs lors de ce tournoi.
Il reçoit sa première sélection en Bolivie le 12 novembre 2015, contre le Venezuela. Ce match gagné 4-2 rentre dans le cadre des éliminatoires du mondial 2018. Il dispute un total de sept matchs lors de ces éliminatoires.
En juin 2016, il participe à la Copa América Centenario, organisée aux États-Unis. Lors de cette compétition, il joue deux matchs, contre le Chili (défaite 2-1), et l'Argentine (défaite 3-0).
Par la suite, il dispute la Copa América 2019 qui se déroule au Brésil.

## Palmarès
- Champion de Bolivie en 2014 (Ouv), 2015 (Cl) et 2017 (Ad) avec le Club Bolívar